# Wolfgang Schuppli
Wolfgang Schuppli (* 19. Juni 1922 in Bad Landeck, Schlesien; † 30. April 2015 in Wiesbaden) war ein deutscher Unternehmer.

## Leben
Schuppli war Sohn eines Rechtsanwalts. Er studierte Rechtswissenschaften, Psychologie und Philosophie in Breslau, München und Leipzig.
1952 ließ er sich nach der Kriegsgefangenschaft als Rechtsanwalt in Wiesbaden nieder. Bereits im Jahre 1957 gründete er die Deutsche Rechtsschutz-Versicherungs AG (DEURAG), eine der ersten deutschen Rechtsschutzversicherungen. Später folgten eine Unfall- und eine Lebensversicherung. Im Jahre 1982 verkaufte er einen Anteil von 50,1 Prozent an der DEURAG an die Continentale Krankenversicherung und behielt selbst einen Anteil von 49,9 Prozent. Die DEURAG gehört zu den zehn größten deutschen Rechtsschutzversicherungen.
Anfang der 1970er Jahre klagte Schuppli gegen das regionale Versicherungsmonopol der Badischen Gebäudebrandversicherungsanstalt. Im Jahre 1985 musste sich der Rüstungskonzern Rheinmetall auf Drängen des Bundeskartellamtes von seiner Beteiligung an der Württembergischen Metallwarenfabrik (WMF) trennen, dem Geislinger Besteck- und Kochgeschirr-Hersteller. Schuppli übernahm für 60 Millionen DM die Mehrheit an der WMF. Mitte 1986 wurde er Aufsichtsratsvorsitzender des Unternehmens, das er anschließend sanierte. Im August 1988 übernahm er für 115 Millionen DM die Mehrheit am Nähmaschinenhersteller Pfaff. Seine Sanierungsbemühungen waren aber wenig erfolgreich, so dass er Pfaff im Juli 1993 an den Hongkonger Geschäftsmann James Henry Ting und seine Semi-Tech Co Ltd. verkaufte.
In den folgenden Jahren gründete Schuppli vier Hypothekenbanken, die über Pfandbriefe zinsgünstige Darlehen an Kommunen (Kommunalkredit) und den Staat gaben: 1987 gründete Schuppli zusammen mit Hubert Schulte-Kemper die Hypothekenbank in Essen AG. Im Herbst 2007 verkaufte er die restlichen 49 % an die Commerzbank. 1989 gründete er die Hypothekenbank in Berlin AG, die er im Jahre 2003 an die Dexia-Gruppe verkaufte und die heute als Dexia Kommunalbank Deutschland AG firmiert. 1997 gründete er die Düsseldorfer Hypothekenbank AG, die im April 2008 aufgrund massiver Finanzprobleme an den Einlagensicherungsfonds des Bundesverband deutscher Banken (BdB) übertragen wurde. Im Juli 2010 wurde sie an die US-Investmentgesellschaft Lone Star verkauft, die auch schon die IKB Deutsche Industriebank erworben hatte. 1999 gründete er die Erste Europäische Pfandbrief- und Kommunalkreditbank (EEPK), die er Anfang 2008 ebenfalls an die Commerzbank verkaufte. Bei seinen Hypothekenbanken und seinen Industriebeteiligungen waren er und seine Ehefrau zumeist als Aufsichtsratsvorsitzende vertreten.
Teil der Unternehmensgruppe war auch die Helvetic Grundbesitz Verwaltung GmbH (gegründet im Juli 1967) zunächst mit Sitz in Wiesbaden, später ab Juli 1990 in Berlin und ab Dezember 2010 in Murnau am Staffelsee. Im Jahre 1995 wurde das WMF-Haus gekauft, ein denkmalgeschütztes Jugendstilhaus in der Leipziger Straße 112 in Berlin aus dem Jahr 1905. Die Helvetic Grundbesitz Verwaltung GmbH lag jahrelang im Streit mit dem Berliner Bausenat wegen der Verpflichtung, vor dem Hause Arkaden zu bauen.
In der Rangliste des Manager Magazin erreichte das Schuppli-Familienvermögen im Jahre 2007 Platz 69, im Jahr 2013 nur noch Platz 452 (Liste der 500 reichsten Deutschen).